# Feron Hunt
Feron Hunt (New Orleans, 5 luglio 1999) è un cestista statunitense.

## Carriera
Dopo non essere stato scelto al Draft NBA 2021 ha partecipato alla NBA Summer League con i Dallas Mavericks.
In seguito ha firmato un contratto con i Mavericks, ma è stato escluso il 15 ottobre. 
Il 23 ottobre ha firmato un contratto con i Texas Legends, con cui ha tenuto una media di 15,9 punti, 4,6 rimbalzi e 1,8 assist a partita.
Il 28 dicembre ha firmato un contratto di 10 giorni con i New Orleans Pelicans, senza tuttavia scendere mai in campo.
Il 18 marzo 2022 firma un two-way contract con i New York Knicks.

## Statistiche

### NCAA
| Anno      | Squadra      | PG | PT | MP   | TC%  | 3P%  | TL%  | RP  | AP  | PRP | SP  | PP   |
| --------- | ------------ | -- | -- | ---- | ---- | ---- | ---- | --- | --- | --- | --- | ---- |
| 2018-2019 | SMU Mustangs | 32 | 8  | 23,6 | 55,4 | 25,0 | 69,1 | 6,4 | 0,7 | 0,8 | 0,9 | 7,6  |
| 2019-2020 | SMU Mustangs | 30 | 17 | 28,1 | 55,7 | 27,5 | 74,3 | 6,7 | 1,0 | 0,7 | 0,8 | 11,0 |
| 2020-2021 | SMU Mustangs | 16 | 16 | 28,2 | 56,0 | 20,0 | 73,3 | 7,9 | 0,6 | 1,1 | 0,9 | 11,1 |
| Carriera  | Carriera     | 78 | 41 | 26,3 | 55,7 | 25,0 | 72,4 | 6,8 | 0,8 | 0,8 | 0,9 | 9,6  |

#### Regular Season
| Anno      | Squadra     | PG | PT | MP  | TC% | 3P% | TL% | RP  | AP  | PRP | SP  | PP  |
| --------- | ----------- | -- | -- | --- | --- | --- | --- | --- | --- | --- | --- | --- |
| 2021-2022 | N.Y. Knicks | 2  | 0  | 4,2 | 0,0 | -   | -   | 0,5 | 0,5 | 0,5 | 0,0 | 0,0 |